# 羅興亞國家足球隊
羅興亞國家足球隊（Rohingya national football team），是緬甸西部若開邦的族群羅興亞人組成的足球代表隊。
它由居住在馬來西亞首都吉隆坡的羅興亞難民組成，成立於2015年1月10日，是羅興亞足球俱樂部（Rohingya Football Club，RFC）的成員，該團隊不隸屬於國際足協，因此不能參加世界杯。但它是獨立足球協會聯合會成員。
該足球隊由羅興亞電視（Rohingya Vision TV）和澳洲政府資助。